# Айдарбаева, Роза Таймановна
Роза Таймановна Айдарбаева (каз. Роза Тайманқызы Айдарбаева; род. 18 декабря 1952; Мангистауский район, Мангистауская область, Казахская ССР, СССР) — казахская домбристка, музыкальный педагог, профессор, концертмейстер. Заслуженная артистка Республики Казахстан (1996).

## Биография
Родилась 18 декабря 1952 года в посёлке Таушык Мангистауского района Мангистауской области.
После окончания средней школы поступила в Атырауское музыкальное училище в класс домбры и закончила его в 1974 году (мастерская заслуженного работника культуры, кавалера ордена «Курмет» Гизата Адепкалиева).
В 1974 году поступила на факультет народных инструментов Казахскую национальную консерваторию им. Курмангазы, окончил его в 1979 году с отличием. (по классу заслуженного деятеля искусств Казахстана Кубыша Мухитова).
С 1979 по 1984 годы — преподаватель кафедры домбры Казахской национальной консерватории им. Курмангазы.
С 1984 по 1992 годы — концертмейстер ансамбля песни и танца «Мангистау маржандары», преподаватель класса домбры в музыкальной школе.
С 1992 года по настоящее время солист-домбристка, концертмейстер фольклорного ансамбля «Акжарма» Мангистауской областной филармонии.
С 1994 года по настоящее время старший преподаватель по классу домбры Мангистауского колледжа искусств.
В 1986 году стала лауреатом фестиваля «Всемирная песня-танец», который проходил в Алжире с ансамблем «Маңғыстау маржандары».
В марте 2000 года в студии Дастан города Алматы Республики Казахстан была выпущена 24 кучевых аудио кассет «Акжарма».

## Награды и звания
- 1992 — нагрудный знак «Отличник образования Республики Казахстан»
- 1996 — Указом Президента Республики Казахстан от 9 декабря 1996 года награждена почётным званием «Заслуженная артистка Республики Казахстан» за заслуги в национальном искусстве.[3]
- 2005 — Почётный профессор Казахской национальной консерватории им. Курмангазы.[4]
- 2006 — Указом Президента Республики Казахстан от 10 декабря 2006 года награждена орденом «Курмет» за большой вклад в национальное искусство и заслуги в музыкальной педагогике.[5]
- 2011 — Медаль «20 лет независимости Республики Казахстан»
- 2018 — Почётный гражданин города Актау за заслуги в социально-культурном развитии города.[6]